# ゲネトリクス計画

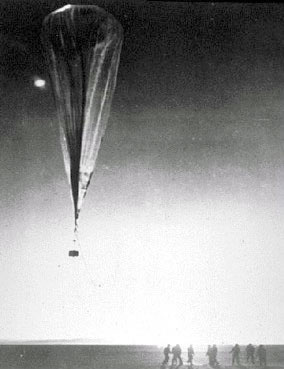
ゲネトリクス気球

ゲネトリクス計画（ゲネトリクスけいかく）とはアメリカ空軍が1956年1月から開始したソビエト連邦に対する極秘偵察計画。写真撮影をはじめとする情報収集のため、ソビエト連邦の上空に数百の監視気球が放たれた。
計画は1955年12月にドワイト・D・アイゼンハワー大統領によって承認され、スカイフック計画、モーグル計画、モビー・ディック計画およびグランドサン計画に続く気球を利用した高高度からの対ソ偵察計画であった。
ゲネトリクス計画のような高高度気球を使用した偵察活動は、20世紀中頃に始まった多くのUFO目撃に対する主な説明のひとつと考えられている。やがてU-2のような高高度偵察機や偵察衛星の開発により、気球による偵察は廃れていった。

## 参考資料
- Sagan, Carl. The Demon-Haunted World. p. 83 (and others)